# Saint-Florentin (Yonne)
Saint-Florentin ist eine französische Gemeinde im Département Yonne in der Région Bourgogne-Franche-Comté. Sie gehört zum Arrondissement Auxerre und zum Kanton Saint-Florentin.
Saint-Florentin liegt am Fluss Armançon, an der Einmündung seines Nebenflusses Armance und am Canal de Bourgogne (deutsch: Burgund-Kanal). Die Gemeinde hat 4.230 Einwohner (Stand 1. Januar 2022) und eine Fläche von 28,6 km². Ihre Bürger werden im Volksmund Florentinois bzw. Florentinoises genannt.

## Geschichte
Nach der deutschen Besetzung Frankreichs im Zweiten Weltkrieg entstand in Saint-Florentin der Frontstalag 150 für französische Kriegsgefangene. Das Lager existierte von August bis November 1940, und die Internierten wurden dann nach Auxerre verlegt. Laut einer anderen Quelle bestand der Frontstalag in Saint-Florentin aber noch im Dezember 1940. Aus Furcht, von da nach Deutschland verbracht zu werden, seien etwa 2500 Gefangene geflohen. Standort des Lagers sei ein offenes Gelände neben dem Bahnhof gewesen.
Am 1. Dezember 1941 trafen sich am Bahnhof Saint-Florentin-Vergigny Philippe Pétain und Hermann Göring. Details über dieses Treffen und seine Ergebnisse sind nicht bekannt.

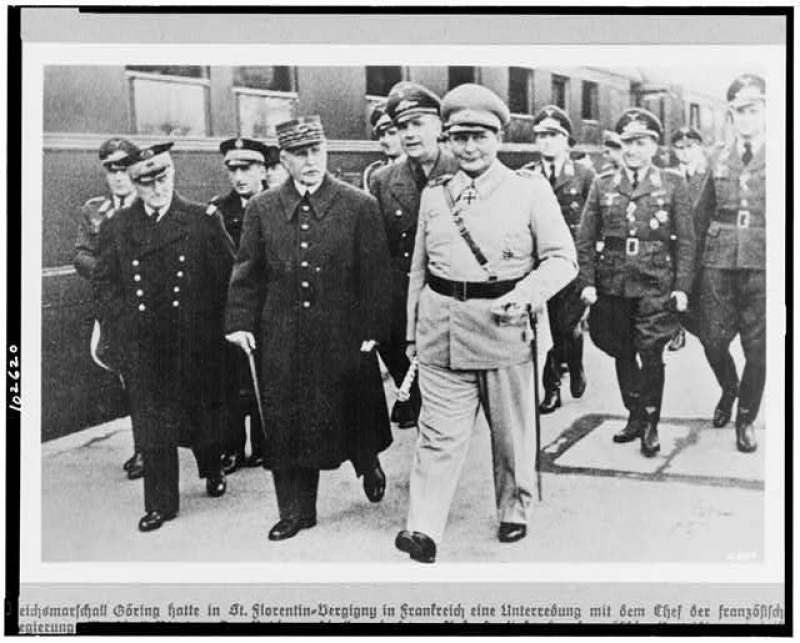
Pétain und Göring am Bahnhof Saint-Florentin-Vergigny

## Bevölkerungsentwicklung
| Jahr                       | 1962 | 1968 | 1975 | 1982 | 1990 | 1999 | 2006 | 2014 | 2020 |
| Einwohner                  | 4303 | 5818 | 7000 | 6757 | 6433 | 5748 | 5076 | 4614 | 4211 |
| Quellen: Cassini und INSEE |      |      |      |      |      |      |      |      |      |

## Verkehr
Der südlich gelegene Bahnhof Saint-Florentin-Vergigny liegt am Abzweig der größtenteils stillgelegten Strecke nach Troyes von der Bahnstrecke Paris–Marseille. Der Bahnhof Saint-Florentin-Ville („Saint-Florentin-Stadt“) lag an der ersten Strecke.

## Persönlichkeiten
- Pierre Vezin (1654–1727), Violinist und Kammermusiker
- Jacob-Nicolas Moreau (1717–1803), Historiker

## Partnergemeinden
Freundschaftliche Beziehungen zwischen Saint-Florentin und Zeltingen-Rachtig in Deutschland bestehen seit über 50 Jahren. Bereits 1961 gab es erste Kontakte, die 1966 zur Gründung der Partnerschaft zwischen beiden Gemeinden führten. Die guten Beziehungen werden auch weiter gepflegt. So wurde das 40-jährige Jubiläum in der Zeit vom 22. bis 24. September 2006 gemeinsam in Zeltingen-Rachtig gefeiert. Das 50-jährige Jubiläum wurde vom 8. bis zum 10. April 2016 in Zeltingen-Rachtig gefeiert.